# Oxydactyla crassa
Espèce
Synonymes
- Sphenophryne crassa Zweifel, 1956

Statut de conservation UICN

 DD  : Données insuffisantes
Oxydactyla crassa est une espèce d'amphibiens de la famille des Microhylidae. 

## Répartition
Cette espèce est endémique de la chaîne Owen Stanley en Papouasie-Nouvelle-Guinée. Elle se rencontre entre 2 000 et 2 230 m d'altitude dans les monts Dayman et Simpson.

## Publication originale
- Zweifel, 1956 : Results of the Archbold Expeditions. No. 72. Microhylid frogs from New Guinea, with descriptions of new species. American Museum Novitates, no 1766, p. 1-49 (texte intégral).